# 佐倉丸 (初代)
佐倉丸（さくらまる）は、1887年にイギリスで竣工した鋼製汽船。日本では日本郵船所有船として活動した。
なお、1940年にS型貨物船の7番船として2代目佐倉丸が竣工している。

## 船歴

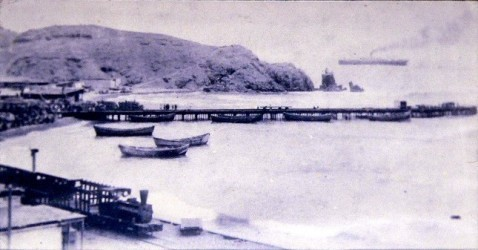
佐倉丸。790人の移民をペルーへ運んだ。

日清戦争時に政府の命令により日本郵船が購入して政府に引き渡した汽船の内、陸軍所属の一隻が「佐倉丸」である。それらの船は貸下げ船として日本郵船に委託された。「佐倉丸」は、当時歩兵第二連隊があった千葉県佐倉にちなんで命名された。前身は1887年10月にグラスゴーのエイトケン＆マンセル造船所で建造されたイギリス船「モーガル (Mogul)」（「モガール」とも）である。
1896年11月1日に陸軍省より日本郵船に払い下げられ、ハワイへの移民輸送等に従事。1896年から1897年にかけて移民の上陸が拒否される事件が発生し、1897年3月20日に到着した「佐倉丸」でも163人が上陸を拒否された。
1899年、移民会社森岡商会によりチャーターされ、ペルー移民第1船として790人を運んだ。「佐倉丸」は2月27日に横浜を出港し、4月3日にカヤオに到着している。
義和団事件の際、1900年6月15日に陸軍に徴傭され、1901年11月30日に解傭されるまでの間に人員6061人、馬1149頭を運んだ。
日露戦争では1904年1月6日に海軍に徴傭された。
1904年5月3日未明、日露戦争の第三回旅順港閉塞作戦に白石葭江少佐指揮で参加し、自沈した。要目表の写真はこの作戦前に撮影された記念写真である。同日、解傭。

## エピソード
1917年、佐倉丸の鐘は元老・西園寺公望により財団法人立命館に寄付され、当時京都市上京区にあった立命館大学広小路学舎「養性館」屋上に設置された。この鐘は「時の鐘」と呼ばれ、長く立命館学園のシンボルとして親しまれた。立命館大学は1981年に「広小路学舎」を閉校し、京都市北区の「衣笠キャンパス」に全学統合移転したため、現在広小路の地に「時の鐘」はない。